# Homologia (biologia)

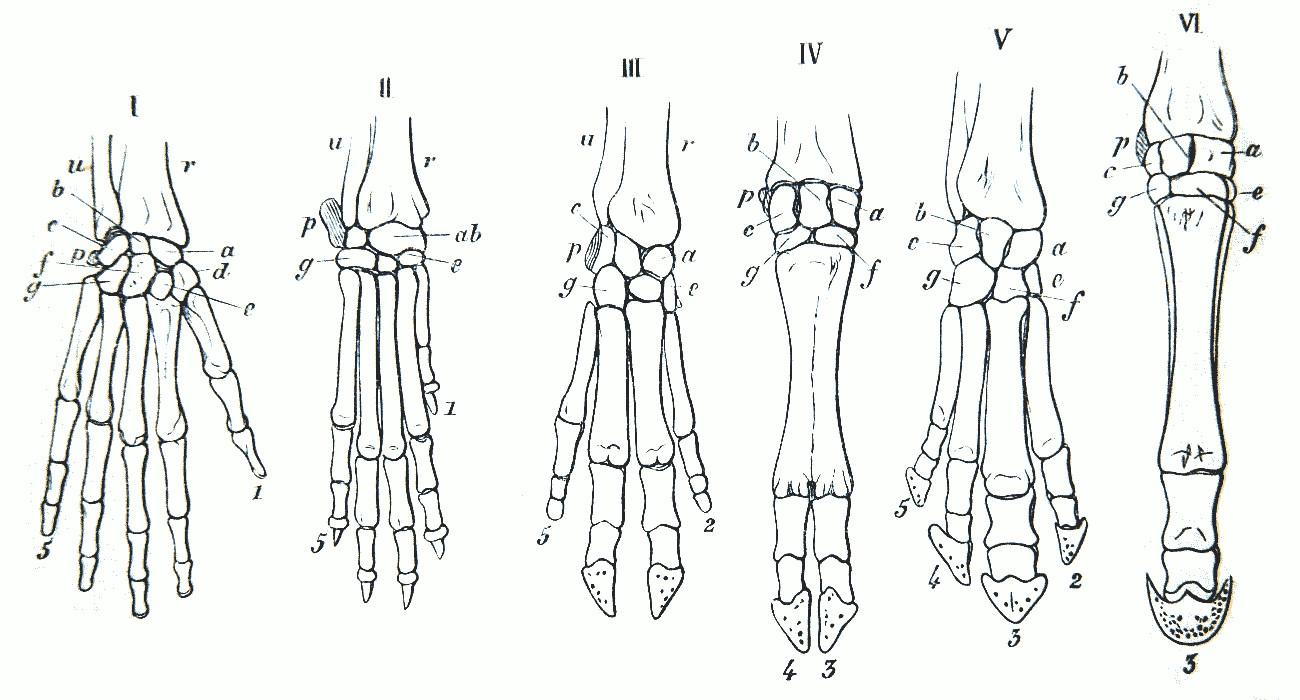
Carl Gegenbaur: Homologia entre membres anteriors (1870)

En l'estudi comparatiu dels éssers vius, l'homologia és la relació que existeix entre dues parts orgàniques diferents quan els seus determinants genètics tenen el mateix origen evolutiu. Hi ha homologia entre òrgans determinats de dues espècies diferents, quan ambdós deriven de l'òrgan corresponent del seu avantpassat comú, amb independència de com de dispars puguin haver arribat a ser. Les quatre extremitats parelles dels vertebrats amb mandíbula (gnatostomats), des dels taurons fins a les aus o els mamífers, són homòlogues. De la mateixa manera, l'extrem de la pota d'un cavall és homologa del dit mitjà de la mà i el peu humà.

## Homologia i analogia
Com s'ha dit, una homologia és l'expressió d'una mateixa combinació genètica i que se suposa d'un avantpassat comú. Una analogia per contra, és una forma semblant a una altra o que té la mateixa funció, però, que el seu desenvolupament embrionari i el seu origen són diferents. No es presenten en un avantpassat comú, és fruit de convergència evolutiva.
|           | Estructures | Processos |
| --------- | --- | --- |
| Homologia | Homologia Dues estructures són homòlogues si són morfològicament semblants i si aquesta semblança es deu al fet que deriven d'una estructura ancestral comuna. És el cas de les ales dels Pterodactylus, el ratpenat i l'au.                             | Paral·lelisme. El paral·lelisme és resultat de processos de desenvolupament equivalents. La biologia evolutiva del desenvolupament és la disciplina encarregada del seu estudi. |
| Analogia  | Analogia Dues estructures són anàlogues si són morfològica i/o funcionalment semblants i si aquesta semblança s'ha adquirit d'una manera filogenèticament independent. És el cas de les ales de les papallones i les ales de les ratapinyades i les aus. | Convergència La convergència evolutiva és resultat de pressions selectives equivalents.                                                                                         |

## Homologia especial i homologia serial

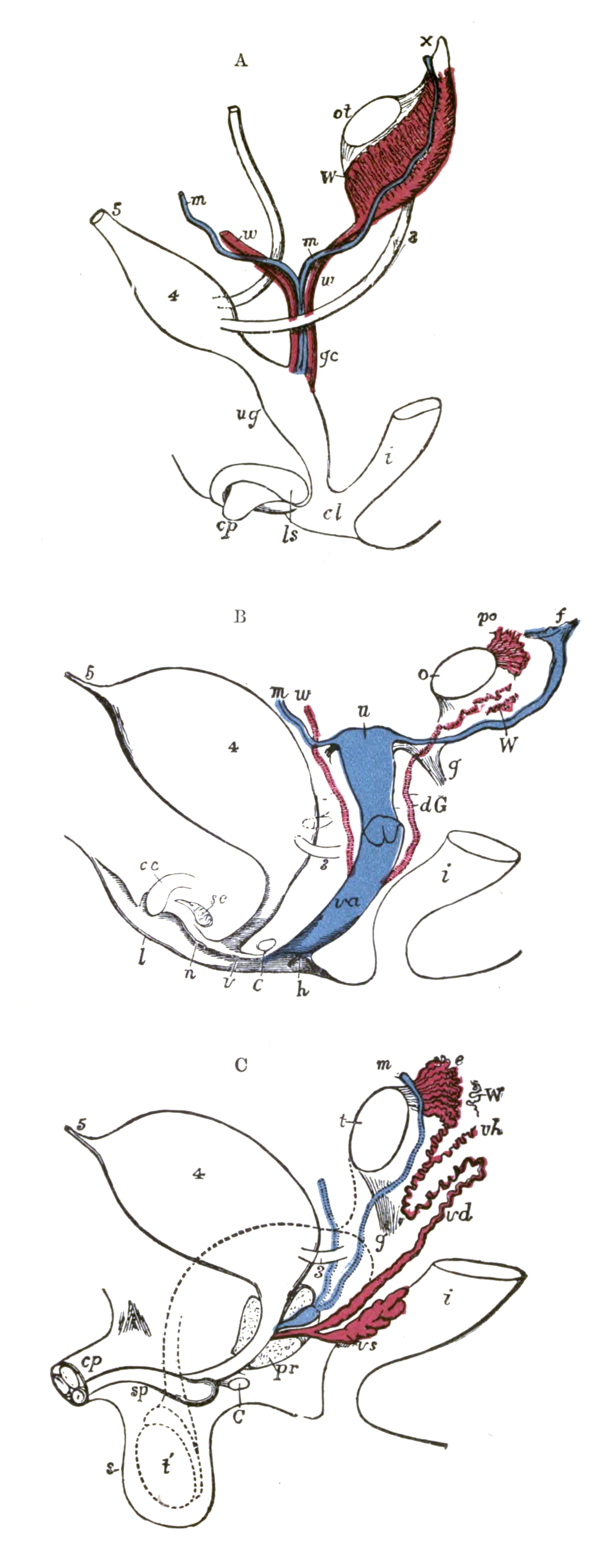
Il·lustració del desenvolupament dels òrgans sexuals masculí i femení a partir d'un tipus comú

Pot parlar-se també d'homologia interna en un organisme o en una espècie. Hi ha homologia serial entre òrgans repetits, com les diferents fulles d'una planta o els tres parells de potes d'un insecte, són homòlegs en aquest sentit el polze i dit gros del peu. En altre ordre de coses, hi ha homologia entre els òrgans sexuals externs dels dos sexes en els mamífers, com es posa de vegades de manifest en casos de desenvolupament anormal. És el cas, per exemple, de la relació entre el clítoris i el penis, o entre l'escrot i els llavis de la vulva.

## Concepte històric i concepte biològic d'homologia
El concepte més estès d'homologia és el concepte històric: dos òrgans són homòlegs quan procedeixen d'un "òrgan ancestral" comú. Aquesta definició d'homologia va ser encunyada per Ray Lankester per a eliminar la vaguetat de la caracterització de Richard Owen, que definia l'homologia com "el mateix òrgan en diferents animals." Així, Lankester va definir com homòlegs a aquells caràcters en dues espècies que "tenen un només representant en un ancestre comú"
La biologia evolutiva del desenvolupament maneja una definició diferent d'homologia que té en compte els processos de desenvolupament subjacents als òrgans homòlegs. Aquest nou concepte d'homologia ha rebut el nom d'homologia ontogenètica' (developmental homology) o concepte biològic d'homologia. Des d'aquesta perspectiva, el concepte d'homologia no és passiu sinó actiu i pot influenciar la trajectòria evolutiva actuant com una constricció del desenvolupament.

## Genètica i homologia

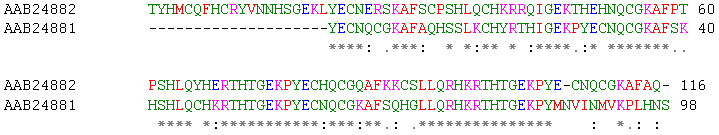
Alineament de seqüències generat per ClustalW entre dues proteïnes dits de zinc identificades pel nombre d'accés GenBank (Clau)

A partir dels anys 20 l'homologia va començar a considerar-se des d'una perspectiva genètica. En 1920 Alexander Weinstein va encunyar el terme gens homòlegs per a referir-se a gens d'espècies distintes amb expressions fenotípiques similars. En 1934 Alan Boyden va reivindicar la genètica com eina per al reconeixement d'homologies, a les quals va considerar, per primera vegada, com un "fenomen genètic".

### Homologia de seqüència
La seqüència de nucleòtids d'un gen és transmesa de pares a fills i és el que principalment canvia amb l'evolució. Quan vam examinar el genoma de dues espècies esperem trobar els gens equivalents en ambdues, amb una seqüència una mica diferent, més com més remot en el temps l'avantpassat comú. L'expressió homologia de seqüència es refereix a la correspondència entre les cadenes nucleotídiques d'aquests dos gens, que és precisament la qual permet reconèixer que són homòlegs.
Anomenem gens ortòlegs als gens que són semblants tot i per pertànyer a dues espècies, donat que tenen un avantpassat comú. Existeixen a més gens paràlegs, que són aquells que es troben en el mateix organisme, i la semblança del qual revela que un procedeix de la duplicació de l'altre.
La duplicació gènica és un fenomen evolutiu important. Una vegada ocorreguda, els gens ara repetits evolucionen separadament, podent donar lloc a productes distints i obrint camp a noves adaptacions. Són paràlegs, per exemple els gens que determinen les diferents classes d'hemoglobines que es produïxen al llarg de la vida fetal i adulta.

### Homologia estructural i homologia de processos
El descobriment de sorprenents homologies moleculars en el camp de la biologia evolutiva del desenvolupament ha posat en qüestió la clàssica distinció entre homologia i analogia. És el cas de la relació entre els ulls i els cors de vertebrats i insectes, casos paradigmàtics d'analogia.:
- Recentment, s'ha demostrat que la formació dels ulls d'insectes i vertebrats depèn de l'expressió de gens homòlegs (Pax-6 en el ratolí i eyeless en la Drosophila),[8] del que s'ha deduït la probabilitat que els ulls de vertebrats, insectes i cefalòpodes siguin descendents modificats d'una cèl·lula bàsica fotoreceptiva regulada pel mateix gen.
- Des d'una perspectiva fenotípica, els cors de vertebrats i insectes només tenen en comú el fet de servir per a bombar fluids, pel que clàssicament han estat considerats un exemple d'analogia. No obstant això, s'ha demostrat que ambdós depenen de l'expressió d'un mateix gen (Csx/tinman).[9]

No obstant això, molts biòlegs han reaccionat contra l'optimisme deslligat pel devessall d'homologies moleculars, ja siguin serials o especials, mostrant-se contraris a la redefinició genètic-molecular del concepte d'homologia. L'argument principal té a veure amb el també recent descobriment que els gens homòlegs poden expressar-se en estructures que no ho són. És precisament el cas dels gens Hox: el descobriment de l'expressió homòloga dels gens responsables de la identitat dels segments de l'eix antero-posterior en el ratolí i la drosòfila, va dur a establir una homologia entre el control de la metameria en artròpodes i vertebrats. No obstant això, s'ha comprovat que els complexos Hox poden servir per a regionalitzar altres eixos, com els dels membres. Abouehif et al han defensat que l'homologia és un fenomen jeràrquic (és a dir, que pot donar-se en diferents nivells de l'organització orgànica) i que, per tant, no podem caracteritzar a la homología en termes exclusivament moleculars, sinó especificar en cada cas el nivell al que ens referim quan vam parlar d'homologia. Així, l'ull de vertebrats i artròpodes serien homòlegs mentre que òrgans fotoreceptors, però no mentre que estructures fotoreceptives complexes i organitzades. En la mateixa línia, Scott Gilbert ha proposat el concepte *homologia de processos per a il·lustrar els patrons d'expressió genètics homòlegs, i mantenir el concepte d'homologia estructural per a les homologies clàssiques.

### Exemple: l'origen dels apèndixs animals
El gen distal-less codifica la proteïna distal-less, un factor de transcripció que té un paper fonamental en l'organització del creixement i l'establiment dels patrons dels eixos proximodistals de les potes de Drosophila melanogaster. L'expressió d'aquest mateix gen és també fonamental en el desenvolupament de les extremitats i les aletes dels cordats, en els parapodis dels poliquets, els lobòpodes dels onicòfors, les butllofes dels ascidis i l'aparell ambulacral dels equinoderms. La qüestió evolutiva que es planteja és si podem considerar que aquests apèndixs són homòlegs i que, per tant, es deriven de l'apèndix d'un ancestre comú a aquests sis fils. Doncs bé, el registre fòssil indica clarament que l'ancestre comú a tots aquests grups mancava d'apèndixs. Per tant, els apèndixs d'artròpodes, anèl·lids, equinoderms i cordats, mentre que estructures morfològiques (homologia estructural) no són homòlegs. No obstant això, la seqüència i l'expressió del gen distal-less, així com la seva funció en l'especificació dels eixos proximodistals, són homòlogues en tots aquests fils (homologia de processos).

## Homologia i mètode comparatiu
El concepte d'homologia està en el centre del mètode comparatiu aplicat en biologia (vegeu l'article Anatomia comparada). Des que Darwin va explicar com s'ha originat la diversitat de la vida, la comparança es realitza essencialment entre components homòlegs dels organismes. La comparança homòloga és l'única legítima en l'anàlisi filogenètica (cladística), que busca desentranyar la història evolutiva de les formes de vida.